# Henry’s Dream
Henry’s Dream – wydany 12 maja 1992, siódmy album grupy Nick Cave and the Bad Seeds. Jest bardzo możliwe, że tytuł albumu nawiązuje do serii wierszy autorstwa Johna Berrymana pod tytułem The Dream Songs, które są zapisem snów protagonisty Henry’ego.
Ten album pozostaje jednym z ulubionych dla fanów, pomimo niezadowolenia samego Nicka Cave'a metodą jego produkcji przez Davida Briggsa. Briggs preferował metodę, którą można by określić jako „na-żywo-ale-w-studio”. Tej samej której użył razem z Neilem Youngiem.
Taka metoda nagrania doprowadziła Cave'a oraz Harveya do ponownego zmiksowania albumu, a w ostateczności do wydania albumu „Live Seeds”, który to album, Cave, opisał jako „zrobiony sprawiedliwie”.
"Henry’s Dream” jest pierwszym albumem na którym są odnotowani wcześniejsi członkowie zespołu, Martin P Casey (gitara basowa) oraz Conway Savage (pianino, organy), obydwaj pochodzenia australijskiego. W szczególności, drugi z nich, który jest bardzo utalentowanym piosenkarzem-tekściarzem, wniósł bardzo duży wkład w utwory Bad Seeds, a jest to najbardziej widoczne w śpiewanym w duecie z Cavem, utworze 'When I First Came To Town'.
Okładka albumu została zaprojektowana przez Antona Corbijna.

## Utwory
1. „Papa Won't Leave You, Henry”  – 5:43
2. „I Had a Dream, Joe”  – 3:42
  - Mick Harvey – Organy
3. „Straight to You”  – 4:35
  - Mick Harvey – Perkusja, Pianino, Organy
4. „Brother, My Cup Is Empty”  – 3:02
  - Mick Harvey – Organy
5. „Christina the Astonishing”  – 4:50
  - Nick Cave – Organy
  - Mick Harvey – Vibes, Percussion
  - Thomas Wydler – Kongi
6. „When I First Came to Town”  – 5:21
  - Nick Cave – wokal, Harmonijka
  - Conway Savage – wokal
7. „John Finn's Wife”  – 5:13
  - Mick Harvey – Organy
8. „Loom of the Land”  – 5:07
  - Nick Cave – Pianino, Organy
  - Conway Savage – Gitara
9. „Jack the Ripper”  – 3:45

## Trivia
- „Christina the Astonishing” – tekst Cave'a jest oparty na fragmencie z księgi Albana Butlera pod tytułem „Żywota Świętych"
- „When I First Came to Town” jest częściowo oparty na nagraniu Karen Dalton zatytułowanym „Katy Cruel”. Wersja Dalton jest oczywiście zamieszczona na wydawnictwie „Original Seeds” Vol. 1.

## Skład zespołu
- Nick Cave – wokal
- Mick Harvey – gitara rytmiczna
- Blixa Bargeld – gitara
- Thomas Wydler – perkusja
- Conway Savage – pianino
- Martyn P. Casey – gitara basowa

### Sekcja smyczkowa
- Aranżacja Mick Harvey oraz David Blumberg
- Wiolonczela – Dennis Karmazyn
- Skrzypce – Bruce Dukov, Barbara Porter